# Phyllonorycter gerasimowi
Phyllonorycter gerasimowi är en fjärilsart som först beskrevs av M. Hering 1930.  Phyllonorycter gerasimowi ingår i släktet guldmalar, och familjen styltmalar.
Artens utbredningsområde är Ukraina. Inga underarter finns listade i Catalogue of Life.